# Casco Bay Island
Casco Bay Island är en ö i Kanada.   Den ligger i countyt Charlotte County och provinsen New Brunswick, i den sydöstra delen av landet, 700 km öster om huvudstaden Ottawa. Arean är 0,18 kvadratkilometer.
Terrängen på Casco Bay Island är mycket platt. Öns högsta punkt är 16 meter över havet. Den sträcker sig 0,6 kilometer i nord-sydlig riktning, och 0,7 kilometer i öst-västlig riktning.